# David Weisberg
Pour les articles homonymes, voir Weisberg.
David Weisberg est un scénariste, acteur et compositeur américain

## Filmographie

### Scènariste

#### Cinéma
- 1994 : Sacré mariage (Holy Matrimony) de Leonard Nimoy
- 1996 : Rock (The Rock) de Michael Bay
- 1999 : Double Jeu (Double Jeopardy) de Bruce Beresford
- 2016 : Criminal d'Ariel Vromen

#### Télévision
- Payoff de Stuart Cooper

### Acteur
- 2000 : Power Rangers (TV) : Docteur Cyborg

### Compositeur
- 2004 : Garden State de Zach Braff